# Constitution du royaume de Corse
Constitution de 1755
La Constitution du royaume de Corse est le texte établissant une monarchie constitutionnelle en Corse liée à la Grande-Bretagne après la proclamation par la consulta generale de Corte, le 19 juin 1794, que tous les liens politiques et sociaux liant la France et la Corse sont rompus en critiquant les Jacobins avec leur « système universel de désorganisation de tout principe de société, de violence, de rapine sur toutes les propriétés individuelles et spécialement d'adjuration forcée de toute religion, de tout culte, l'athéisme prêché avec impiété  et commandé avec une atroce résolution ».

## Présentation
Pascal Paoli a choisi de placer la Corse sous la protection britannique, et en faire un dominion, de facto une colonie britannique. À Corte, le 21 juin, Gilbert Elliot accepte au nom de George III l'acte d'union entre la Corse et le Royaume-Uni négocié entre le représentant d'un État et un simple particulier.
La Consulte décide d'élire des représentants pour rédiger un acte permettant de servir de cadre aux relations entre la Corse et le Royaume-Uni. Les représentants choisis sont, pour les laïcs, Videau, Carlo Andrea Pozzo di Borgo, Giuseppe Maria Pietri, Simoni Bertolacci, pour les ecclésiastiques, Bonfiglio Guelfucci, Mariani, Grimalldi et Alessandrini.
Le ministre plénipotentiaire du Royaume-Uni Gilbert Elliot est vice-roi et représentant le roi George III dans l'île, mais n'est pas un gouverneur. Il est assisté par un conseil d'État présidé par Carlo Andrea Pozzo di Borgo qui le véritable premier ministre de Gilbert Elliot.
La constitution a été écrite en italien. Elle a été contresignée par Pasquale Paoli et Carlo Andrea Pozzo di Borgo. Cette constitution pour être valide doit au préalable être ratifiée par Londres. Elle l'a été acceptée par Henry Dundas, secrétaire d'État à la guerre, le 1er novembre 1794.
Le mode de suffrage est censitaire exercé essentiellement par les hommes. Seuls les riches propriétaires ayant plus de 25 ans et plus de 6 000 livres de biens fonds dans la pieve qu'ils représentent peuvent siéger au parlement. Les évêques sont membres de droit.
Les circonscriptions électorales correspondent aux pieves. Chaque pieve choisit deux députés. Les élections au parlement se font tous les deux ans. La constitution prévoit également une division de la Corse dans 9 pays dirigés par un président et un avocat. Elle assure la liberté de la presse. La constitution précise que la religion officielle de la Corse est la religion catholique et qu'elle tolère les autres religions.
Pascal Paoli justifie ses choix à la Consulte du 10 janvier 1795. Il explique qu'il devait choisir entre l'arnachie de la France jacobine et la Grande-Bretagne libérale, « il convenait de se séparer de la France et de se mettre sous la protection de la Grande-Bretagne, avec une constitution qui aurait assuré la liberté et l'indépendance de l'île ».
Cette constitution a permis à la caste des propriétaires fonciers de l'Ancien Régime de détenir la réalité du pouvoir dans le royaume anglo-corse. Elle domine au parlement. Cette évolution contre-révolutionnaire a été comprise par les chefs corses du parti aristocratique qui après s'être exilés reviennent en Corse.